# Казино
Вижте пояснителната страница за други значения на Казино.
Казиното е увеселително заведение (постройка или помещение), предназначено за хазартни игри.
На посетителите се предоставят възможности да печелят, като участват в разни игри (рулетка, зарове и др.), като казиното получава дял от парите, вложени от клиентите в игрите.
Казината често са в близост (или в самите тях) до хотели, ресторанти и други ваканционни атракции, като по този начин насърчават хората да останат за по-дълъг период от време.

## Казина
Сред най-известните места с казина са:
- Монте Карло, Монако
- Лас Вегас, щ. Невада, САЩ
- Атлантик Сити, щ. Ню Джърси, САЩ
- Макао, Китай

Първото казино в България е изградено във Вършец през 1930 г. – прочутото Банско казино, по-късно наречено Царско казино, защото е посещавано от принц Кирил. По времето на НРБ е превърнато в столова, днес е занемарено и не функционира.

## Онлайн
През последните години се забелязва осезаем интерес към онлайн залите. Навлизането на все по-нови технологии в Интернет привлича все повече фенове. Така в домашни условия любителите на хазартa имат възможността да се насладят на многообразието от игри, които предлага дадената зала. Вече никой не се притеснява как е облечен, дали ще закъснее вечер или къде да намери нещо за ядене. Няма ги и дразнителите – другите играчи, които постоянно ви дават съвети как трябва да играете и как не. Сега всеки може лесно, бързо и удобно от вкъщи да влезе и да избере казино в Интернет и да се впусне в незабравимо приключение.